# 罗伦·汉斯
罗伦·F·汉斯（英語：Rollen F. Hans，1931年4月13日—），美国NBA联盟前职业篮球运动员。